# Centralisateur
Cet article concerne la théorie des groupes. Ne pas confondre avec la notion de centraliseur en théorie des langages.
En mathématiques, et plus précisément en théorie des groupes, le centralisateur d'une partie X d'un groupe G est le sous-groupe de G formé par les éléments de G qui commutent avec tout élément de X.

## Centralisateur d'un élément
Soient G un groupe et x un élément de G. Le centralisateur de x dans G, noté CG(x) (ou C(x) si le contexte n'est pas ambigu) est, par définition, l'ensemble des éléments de G qui commutent avec x. Cet ensemble est un sous-groupe de G.
La troisième des démonstrations ci-dessus montre en fait que CG(x) est le stabilisateur du point x relativement à l'action du groupe G sur lui-même par conjugaison. D'après la formule des classes, on peut donc énoncer :
- Soient G un groupe et x un élément de G. Le cardinal de l'ensemble des conjugués de x dans G est égal à l'indice de CG(x) dans G.

## Centralisateur d'une partie
Soient G un groupe et X une partie de G. Le centralisateur de X dans G, noté CG(X) (ou C(X) si le contexte n'est pas ambigu) est l'ensemble des éléments de G qui commutent avec tous les éléments de X. Si X est un  singleton {x}, CG(X) est égal au centralisateur CG(x) de x défini plus haut. Si X est une partie non vide de G, on peut parler de l'intersection {\displaystyle \ \bigcap _{x\in X}C_{G}(x)} et il est clair que cette intersection est égale à CG(X) ; donc CG(X) est une intersection de sous-groupes de G et est ainsi un sous-groupe de G. Si X est vide, CG(X) est G tout entier et est donc encore un sous-groupe de G.
Le centralisateur de la partie G de G est le centre de G.

## Propriétés du centralisateur d'une partie
- Les premières propriétés du centralisateur d'une partie d'un groupe G sont des cas particuliers des propriétés du commutant d'une partie d'un magma :
  - Si X et Y sont des parties de G, dire que X est contenu dans CG(Y) revient à dire que Y est contenu dans CG(X), car chacune de ces conditions revient à dire que tout élément de X commute avec tout élément de Y.
  - En particulier, une partie X de G est contenue dans CG(X) si et seulement si tous les éléments de X commutent entre eux.
  - Si X et Y sont des parties de G et si X est contenue dans Y, alors CG(Y) est contenu dans CG(X).
  - Toute partie X de G est incluse dans son bicommutant CG(CG(X)).
  - CG(CG(CG(X))) = CG(X). Cette équation[1] peut se reformuler en disant que dans un groupe G, un sous-ensemble H est un centralisateur (i.e. il existe une partie de G dont H est le centralisateur) si et seulement s'il est le centralisateur de CG(H).
- Si X est une partie d'un groupe G, le centralisateur de X dans G est égal au centralisateur dans G du sous-groupe ⟨X⟩ de G engendré par X.

Justification. Puisque X est contenue dans ⟨X⟩, il résulte de la remarque précédente que CG(⟨X⟩)  est contenu dans CG(X), que nous noterons Y. Réciproquement, montrons que CG(⟨X⟩) contient Y. D'après une propriété énoncée plus haut, le sous-groupe CG(Y) contient X, donc contient ⟨X⟩ (par définition du sous-groupe engendré). En réutilisant la même propriété, ceci revient à dire que CG(⟨X⟩) contient Y.
Lemme N/C (ou théorème N/C) — Soit H un sous-groupe d'un groupe G. Le centralisateur CG(H) est un sous-groupe normal du normalisateur NG(H) et le groupe quotient NG(H)/CG(H) est isomorphe à un sous-groupe de Aut(H).
Justification. Il est clair que si c est un élément de C = CG(H), alors c H c-1 = H, donc c appartient à N = NG(H), ce qui montre que C est sous-groupe de N. D'autre part, puisque H est normal dans N, tout automorphisme intérieur IntN(n) de N (avec n dans N) induit un automorphisme (non forcément intérieur) IntN(n)|H de H. L'application {\displaystyle \ n\mapsto \mathrm {Int} _{N}(n)_{|H}} est un homomorphisme de N dans Aut(H) et il est clair que le noyau de cet homomorphisme est C. Donc C est sous-groupe normal de N et, d'après le premier théorème d'isomorphisme, N/C est isomorphe à l'image de cet homomorphisme, image qui est un sous-groupe de Aut(H).
Grâce au lemme N/C, la structure interne d'un sous-groupe H de G peut fournir des renseignements sur NG(H)/CG(H). On montre ainsi, par exemple, que si G est un groupe fini non trivial, si p est le plus petit diviseur premier de l'ordre de G, si un p-sous-groupe de Sylow P de G est cyclique, alors NG(P)/CG(P) = 1, autrement dit NG(P) est réduit à CG(P), de sorte que les hypothèses du théorème du complément normal de Burnside sont satisfaites et que P admet un complément normal dans G.
- Soit X une partie de G. Le normalisateur de X dans G est par définition[4] l'ensemble des éléments g de G tels que g X g-1 = X. On vérifie facilement que si h est un élément de G tel que {\displaystyle \ hXh^{-1}\subseteq X,} et c un élément de CG(X), alors h-1 c h appartient lui aussi à CG(X). On en tire en particulier que CG(X) est sous-groupe normal de NG(X), ce qui, dans le cas où X est un sous-groupe de G, a été démontré autrement au point précédent.

Soient G1 et G2 deux groupes, H un sous-groupe de G1 et f un homomorphisme de G1 dans G2. On vérifie facilement que {\displaystyle \ f(C_{G_{1}}(H))\subseteq C_{G_{2}}(f(H))} et que
- si f est un isomorphisme de G1 sur G2, alors {\displaystyle \ f(C_{G_{1}}(H))=C_{G_{2}}(f(H))}.

En appliquant cela aux automorphismes et aux automorphismes intérieurs d'un groupe G, on en tire que
- le centralisateur d'un sous-groupe caractéristique de G est lui-même caractéristique dans G[5]

et (ce qu'on peut tirer aussi du lemme N/C) que
- le centralisateur d'un sous-groupe normal de G est lui-même normal dans G[6].

(On utilise ce dernier fait pour prouver par exemple qu'un groupe complet est facteur direct de tout groupe dont il est sous-groupe normal.)